# Jénova
Jénova, adaptado al español del original Jenova (ジェノバ Jenoba?), es un ente ficticio del videojuego de rol Final Fantasy VII. Es una calamidad extraterrestre llegada al planeta hace 2.000 años. En aquella época, el planeta estaba habitado por los Cetra, o Ancianos, como se les conocería posteriormente, una raza predecesora de la humana. Jénova intentó acabar con ellos infectándolos con sus células malignas, pero fue derrotada y enterrada. Después de la práctica extinción de los Cetra, Jénova fue encontrada por la corporación Shinra, que creyéndola una Cetra, empezó a experimentar con ella en el Proyecto Jénova. El equipo inicial encargado de ello estaba formado por el Profesor Gast, sus ayudantes Hojo y Lucrecia y el guardaespaldas de Lucrecia; el Turco Vincent.
El primer experimento del Proyecto Jénova fue Sefirot, hijo biológico de Hojo y Lucrecia, al que añadieron células de Jénova desde su fase de embrión. El Profesor Gast, estando en desacuerdo con estos experimentos dimitió, y Hojo le sucedió al cargo. Experimentos posteriores del Proyecto Jénova incluyen a SOLDADO, la fuerza de élite de Shinra (Shin-Ra), creados a partir del tratamiento de Mako y células de Jénova sobre los sujetos experimentales, en este caso personas ya desarrolladas, no embriones como el caso de Séfirot. El propio Séfirot perteneció a SOLDADO, donde se convirtió en un soldado legendario debido a su increíble poder.
Jénova fue utilizada por Séfirot, cinco años después de que éste cayera en la Corriente Vital, para llevar a cabo su plan. Su intención era conseguir la Materia Negra de los Ancianos, invocar a Meteorito y crear una herida tan grande al planeta que toda la Corriente Vital se acumulara en el mismo punto y poder absorberla para poder convertirse en un ser todopoderoso. Hay que hacer hincapié en que numerosas teorías eran partidarias de que era Jénova quien ideó este plan,ya que en el libro de Square Enix llamado Final Fantasy VII Ultimania Omega Guide donde se cuenta, entre otras cosas, toda la historia de Final Fantasy VII, afirma de manera oficial que fue Sefirot quién usó a Jénova para llevar a cabo su plan gracias al poder y odio que adquirió en la Corriente Vital. Tanto Séfirot como Jénova fueron derrotados por Cloud y el resto del grupo en el interior del planeta.
En Final Fantasy VII: Advent Children vuelve a aparecer con un papel menor al que tiene en el videojuego. El espíritu de Séfirot no se incorporó a la corriente vital, y se manifestó físicamente en forma de trinidad: Kadaj, Loz y Yazoo. Estos tres personajes intentan encontrar los restos de Jénova para llevar a cabo una Reunión que les permita volver a formar a Séfirot. Kadaj lo consigue, pero Séfirot es nuevamente derrotado por Cloud.
- Datos: Q7879181